# Nairobi Arboretum
Nairobi Arboretum är en park i Kenya.   Den ligger i länet Nairobi, i den sydvästra delen av landet, i huvudstaden Nairobi. Nairobi Arboretum ligger 1 738 meter över havet.
Terrängen runt Nairobi Arboretum är lite kuperad, och sluttar brant österut. Runt Nairobi Arboretum är det ganska tätbefolkat, med 166 invånare per kvadratkilometer. Närmaste större samhälle är Nairobi, 1,8 km öster om Nairobi Arboretum. Runt Nairobi Arboretum är det i huvudsak tätbebyggt.